# Pleies
Pleies o Palea (en grec antic Πλεῖαι, Παλαιὰ) és el nom d'una antiga ciutat de Lacònia que segons Pausànias es trobava en el camí que anava d'Acries a Gerontres.
Titus Livi diu que va ser el lloc on va acampar l'exèrcit del rei espartà Nabis l'any 192 aC. Filopemen, dirigent de la Lliga Aquea, en una marxa nocturna, va sorprendre l'exèrcit d'Esparta i el va derrotar completament.